# Saint-Julien-du-Sault
Saint-Julien-du-Sault je francouzská obec v departementu Yonne v regionu Burgundsko-Franche-Comté. V roce 2011 zde žilo 2 367 obyvatel.

## Sousední obce
Armeau, Bussy-le-Repos, La Celle-Saint-Cyr, Cézy, Précy-sur-Vrin, Villeneuve-sur-Yonne, Villevallier

## Vývoj počtu obyvatel
Počet obyvatel 